# 근거 이론
근거 이론(grounded theory, 根據理論)은 사회학자 바니 글래이저(Barney G. Glaser)와 안젤름 스트라우스(Anselm L. Strauss)이 실증주의와 상호작용이론을 접목시킨 협동작업으로 출현했다. 사회과학의 질적방법론의 한 종류로, 미국의 간호학에 적용되었다. 근거 이론 접근(grounded theory approach)이라고도 한다. 전개되는 관찰들을 비교함으로써 이론을 산출하려는 귀납적 접근이며, 관찰을 통해 검증된 가설을 도출하기 위해 이론이 사용되는 가설점증과는 매우 다른 방법이다.

## 스트로스와 코빈의 접근
근거이론의 3가지 연구지침
- 비교
- 의문제기
- 표집

## 같이 보기
- 질적 연구